# La Verde (Paraguay)
La Verde (también conocido como Miguel Ángel Ramos Alfaro) es una localidad paraguaya del departamento de Presidente Hayes, ubicada en el kilómetro 350 de la ruta nacional PY12 "Vicepresidente Sánchez", a unos 387 km de Asunción.
Se encuentra en el límite fronterizo seco con la localidad de Paraje El Remanso, provincia de Formosa, Argentina.
Administrativamente forma parte y depende del municipio de Teniente Esteban Martínez, ubicado a unos 83 kilómetros de distancia.
La localidad se encuentra dentro del territorio del Parque Nacional Tinfunqué, en su límite oeste.

## Toponimia
Recibe el nombre de La Verde en referencia a la abundante vegetación que hay en esta zona del Chaco, siendo prácticamente selva virgen en su mayoría, y también porque las aguas del Río Pilcomayo que antes pasaban por la localidad se tornaban verdosas por el reflejo de los árboles.

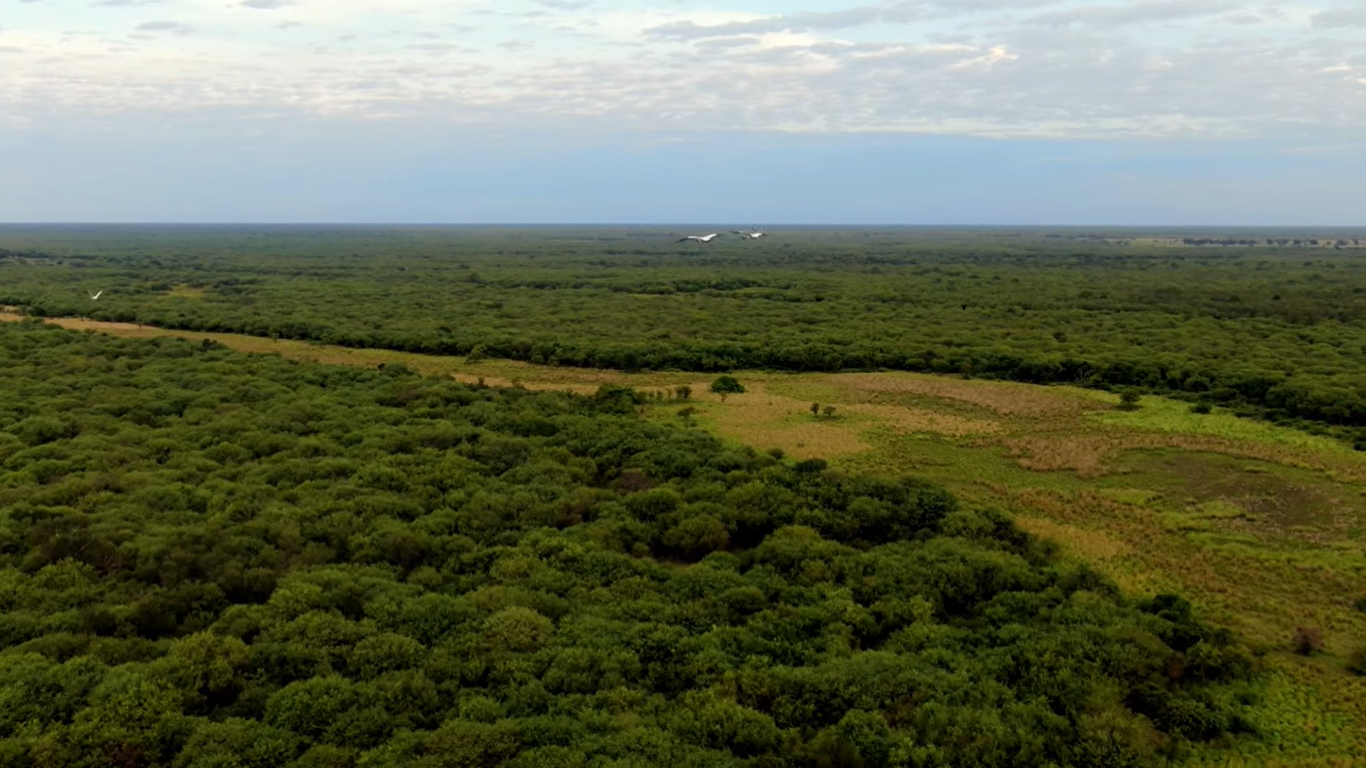
Vegetación en la zona de La Verde.

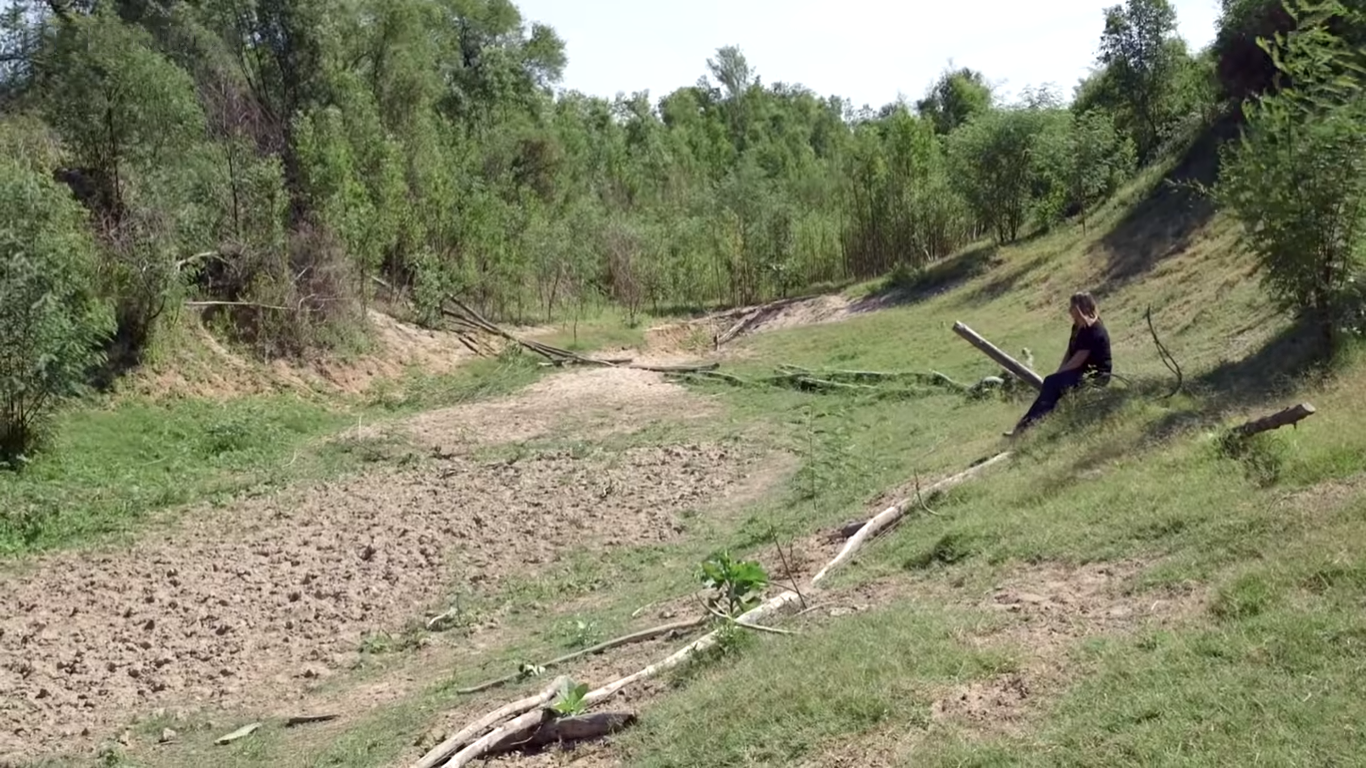
Antiguo curso del Río Pilcomayo, actualmente seco.

Su nombre de Mayor Miguel Ángel Ramos Alfaro es en honor al militar paraguayo del mismo nombre, que fue muerto durante el golpe de Estado de 1989 para derrocar a la dictadura de Alfredo Stroessner. Por lo que el Mayor Miguel Ramos es considerado por muchos como un héroe que murió luchando por la democracia paraguaya.

## Geografía
La Verde se ubica en el kilómetro 350 de la ruta PY12, en la frontera misma con Argentina. Al noroeste limita con Misión San Leonardo, al norte con Fortín General Díaz y noreste con la zona rural de Campo Aceval, al este con Teniente Rojas Silva. Y también limita con las localidades argentinas de Paraje El Remanso al sureste y sur, y con Lamadrid al suroeste y oeste, respectivamente.

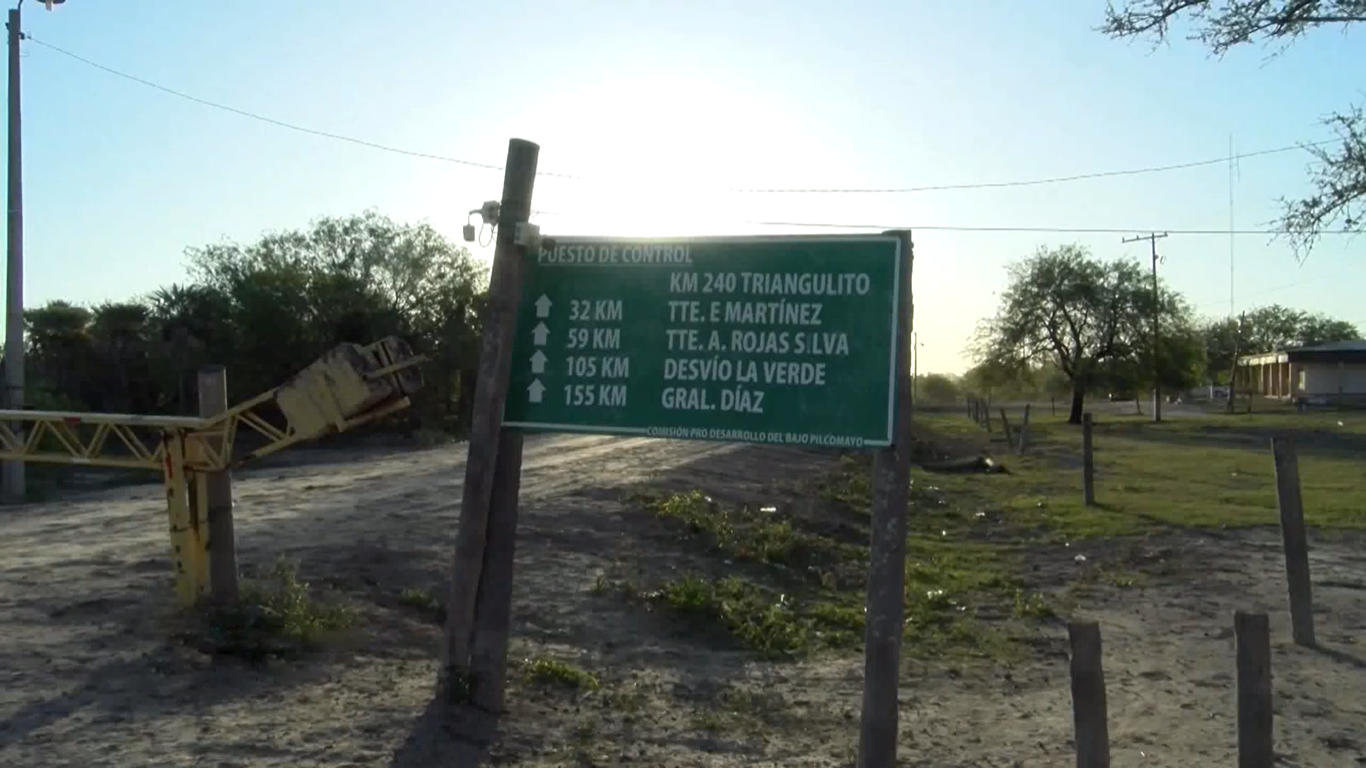
Ruta PY12 camino a La Verde.

| Noroeste: Misión San Leonardo | Norte: Fortín General Díaz | Nordeste: Campo Aceval     |
| Oeste: Lamadrid               |                            | Este: Teniente Rojas Silva |
| Suroeste: Lamadrid            | Sur: Paraje El Remanso     | Sureste: Paraje El Remanso |

## Clima
El clima de La Verde se puede clasificar como subtropical húmedo, según Köppen, teniendo temperaturas temperaturas máximas de unos 45 °C en verano y mínimas de unos -5 °C en invierno. Los veranos suelen ser presentar lluvias y mucha humedad, mientras que los inviernos suelen ser muy secos.

## Infraestructura
Actualmente la infraestructura de la zona es pobre y deficiente, ya que no cuenta con electricidad ni agua corriente, ni tampoco escuelas. Solo cuenta con un pequeño puesto de salud y un fortín militar (Destacamento Nº1 Miguel Ángel Ramos Alfaro).